# چاینا

جونی لوئریر قهرمان کشتی حرفه‌ای آمریکا بر روی جلد مجله پلی‌بوی - نوامبر ۲۰۰۰

جونی لوئریر (به انگلیسی: Joanie Laurer; زادهٔ ۲۷ دسامبر ۱۹۷۰); درگذشته ۲۰ آوریل ۲۰۱۶); قهرمان سابق مسابقات زیبایی اندام و از قهرمانان سابق بازیهای کشتی حرفه‌ای و بازیگر فیلم‌های پورنوگرافی آمریکایی بود. وی دو بار در شمارگان نوامبر ۲۰۰۰ و ژانویه ۲۰۰۲ مجله پلی‌بوی برهنه شد.او در فیلم باشگاه کوگر بازی کرده است.

## مسیر شغلی فیلم‌های پورنو
لورر کار خود را در فیلم‌های پورنو در سال ۲۰۰۴ با ویدئوی «یک شب در چین» شروع کرد. او و سین والتمن به «ویدئوی منطقه چراغ قرمز» (یک استودیوی فیلم‌های پورنو) نزدیک شدند تا ویدئوی خانگی خود را پخش کنند. لورر در دومین ویدئوی پورنوی خود با نام «شبی دیگر در چین» در سال ۲۰۰۹ ظاهر شد. در ۲۰۱۱، او در اولین فیلم پورنوی حرفه‌ای مسیر شغلی اش با نام «در پشتی به چین» شرکت کرد. هم چنین در فیلم تقلیدی و پورنو انتقام جویان در نقش «شی هالک» حضور داشت که در می ۲۰۱۲ روانه بازار شد.

## زندگی شخصی

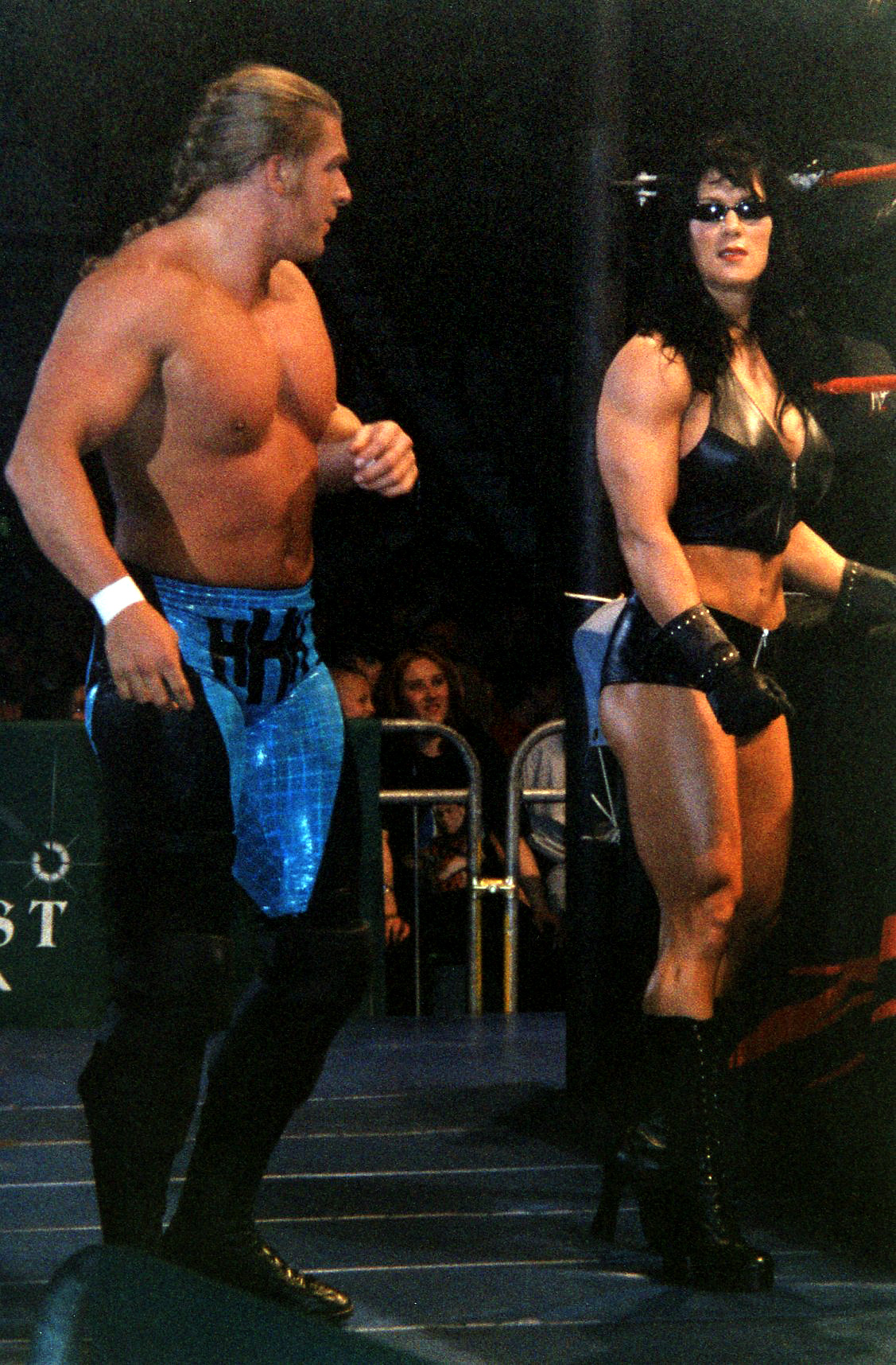
چاینا به همراه تریپل اچ.

کاشت (بزرگ کردن) سینه های لورر بعد از اینکه در یک مسابقه کشتی خراب شد، کاشتی دیگر به‌طور اختصاصی برای او انجام شد. او هم چنین از جراحی پلاستیک خود می‌نالد و می‌گوید نتیجه کاشت در آن قالبی که می‌خواسته نبوده. کاشت سینه های ویژه او، مدلی برای چاینای ۲۰۰۰ بود. مدلی از کاشت‌های سینه که امروزه برای زنان درشت اندام و زنان شرکت‌کننده در مسابقات زیبایی اندام عرضه می‌شود. لورر ادعا می‌کند برای این کاشت ویژه ۶۰۰۰ دلار پرداخته‌است.
از ۱۹۹۶ تا ۲۰۰۰، لورر با تریپل اچ کشتی‌گیر قرار می‌گذاشت. آن‌ها ابتدا روابطشان را از همکارانشان مخفی می‌کردند چون لورر حس می‌کرد مردم شاید فکر کنند او بدنبال ترفیع در کشتی است. آن‌ها برای مدتی با هم زندگی می‌کردند. به هر حال در اوایل ۲۰۰۳، لورل رابطه‌ای آشفته با سین والتمن داشت. آن‌ها در همان سال با هم نامزد شدند اما بعداً جدا شدند و پس از مدتی دوباره نامزد شدند. این کار تا دو سال بعد ادامه یافت. در ۲۰۰۴، لورر و والتمن یک فیلم پورنو با یکدیگر ساختند. برای کسب موفقیت دوباره، شرکتی که فیلم پورن پاریس هیلتون را پخش کرده بود، فیلم را گرفت و ویرایش کرد. سپس با نام «یک شب در چین» آن را عرضه کرد. این ویدئو بیش از صدهزار نسخه فروخت و لورر و والتمن در سود آن سهیم شدند. اگرچه لورر اظهار کرد هیچ پولی از این فیلم بدستش نرسید. در ژانویه ۲۰۰۵، ظاهراً لورل به والتمن کتک زد و به جرم «دعوای خانوادگی» دستگیر شد.
بعد از ترک دبلیو دبلیو اف، لورل بخاطر مارک تجاری نام «چاینا» نمی‌توانست از آن استفاده کند. پس از نام «چاینا دال» برای حضور در اجتماع استفاده کرد. در نوامبر ۲۰۰۷، او قانوناً نام خود را به چاینا تغییر داد.
لورر مشکلاتی دربارهٔ مواد مخدر دارد. او می‌گوید «از وقتی که ویدئوی سکس را پخش کرده، زندگیش از کنترل خارج شده.» در ژانویه ۲۰۰۵، سین والتمن بیان کرد لورر با اعتیاد به الکل و مواد درگیر است و بیماری‌های روحی دارد. روز بعد از دعوای خانوادگی والتمن و لورر، گزارش شد که لورر در کلوپ شبانه نیویورک به‌طور برهنه رقصیده و داخل آکواریوم پریده. همان ماه او در یک برنامه ظاهر شد در حالیکه نامفهوم حرف می‌زد. او ادعا کرد دیگر نمی‌خواهد مواد مصرف کند اما اگر مقداری کوکائین مقابلش باشد نمی‌تواند دوام بیاورد. سپس برای درمان افسردگی به یک مرکز تخصصی رفت و تصمیم گرفت دیگر الکل ننوشد. در ابتدای ۲۰۰۸ گفت که خود را یک معتاد نمی‌داند. در ۲۷ دسامبر همان سال در مهمانی تولدش رگ دست‌هایش را زد و درحالیکه بیهوش بود سریعاً به بیمارستان برده شد.
لورر یک رابطه تیره با خانواده اش دارد. او آخرین بار در ۱۶ سالگی مادرش را دیده و می‌گوید پدرش هیچ‌گاه تصمیم او مبنی بر نپیوستن به FBI را نپذیرفت. هم چنین بیان می‌کند پدرش تاکنون چندین بار با نام لورر وام گرفته، بدون اینکه لورر خبر داشته باشد و ۴۰ هزار دلار بدهی برای او گذاشته. او گفت با همه افراد خانواده اش از جمله برادر و خواهرانش روابط بدی دارد.
در سپتامبر ۲۰۱۰، لورر داروی خواب‌آور زیادی مصرف کرد و در بیمارستان بستری شد.

## مرگ

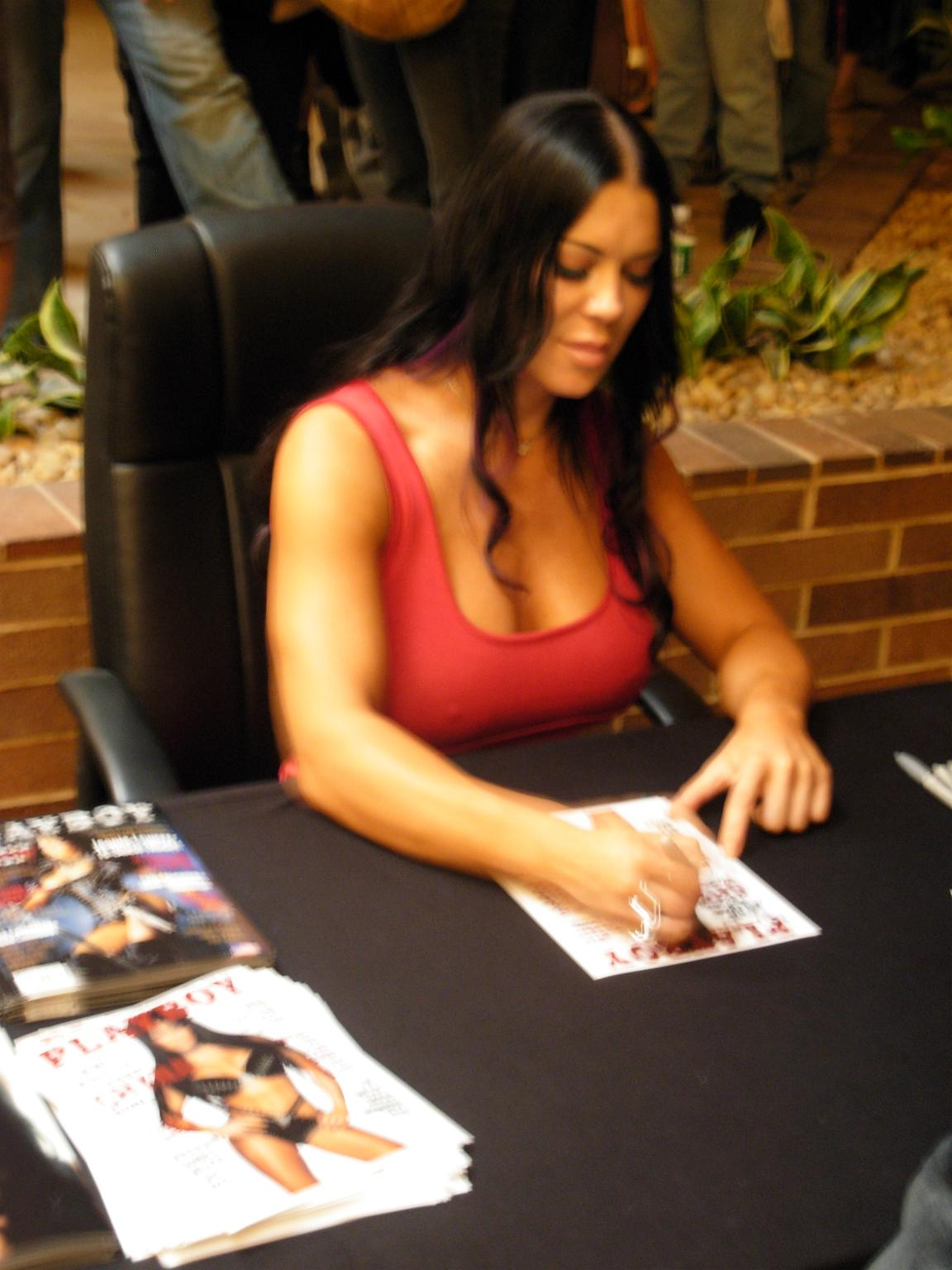
کشتی گیر حرفه ای امریکایی، بازیگر و مدل پلیبوی Joanie Laurer، همچنین به عنوان چینا شناخته می شود، عکسی را در کنوانسیون نمایشگاه تئاتر چیلر 2007 در Parsippany NJ امضا می کند.

در تاریخ ۲۰ آوریل ۲۰۱۶، جسد لورر در خانه اش در ساحل ردوندو کالیفرنیا پیدا شد. او هنگام مرگ ۴۶ ساله بود. مدیر برنامه‌های او آنتونی آنزالدو از غیبت نامعمول او در رسانه‌های اجتماعی نگران شده بود زیرا لورر برای چند روز بروزرسانی یا محتوای خود را به رسانه‌های اجتماعی معمول خود ارسال نکرد و متعاقباً جسد او را در آپارتمانش پیدا کرد. در گزارش‌های اولیه پلیس اظهار داشت که وی احتمالاً به دلیل مصرف بیش از حد مواد مخدر یا دلایل طبیعی درگذشته است. آنزالدو ادعا کرد که داروهایی برای او تجویز شده بود اما لورر تمایل به استفاده نادرست از آنها داشت. درگزارش اولیه کالبدشکافی علت مرگ وی نوشیدن بیش از حد الکل و اوردوز بر اثر دارو عنوان شد.